# Chiesa di San Domenico (Pisa)
La chiesa di San Domenico è una chiesa cristiana cattolica situata a Pisa, in corso Italia 143.

## Storia e descrizione
Edificata per volere di Pietro Gambacorti nel 1385, ebbe l'annesso convento per le monache Domenicane, dove risiedeva la figlia di Pietro, la beata Chiara Gambacorti.
Nel 1724-1732 l'interno fu ristrutturato in forme barocche. Gravemente danneggiata dalla seconda guerra mondiale con la distruzione anche del convento, è oggi in uso all'Ordine dei Cavalieri di Malta.
Ha struttura a capanna in pietra e laterizio. L'interno è decorato con stucchi, dipinti murali medievali e dipinti su tela di Giovanni Battista Tempesti con Storie della beata Chiara (1782). La chiesa conserva una reliquia del beato Gerardo Sasso, fondatore dell'Ordine di Malta.

## Altre immagini

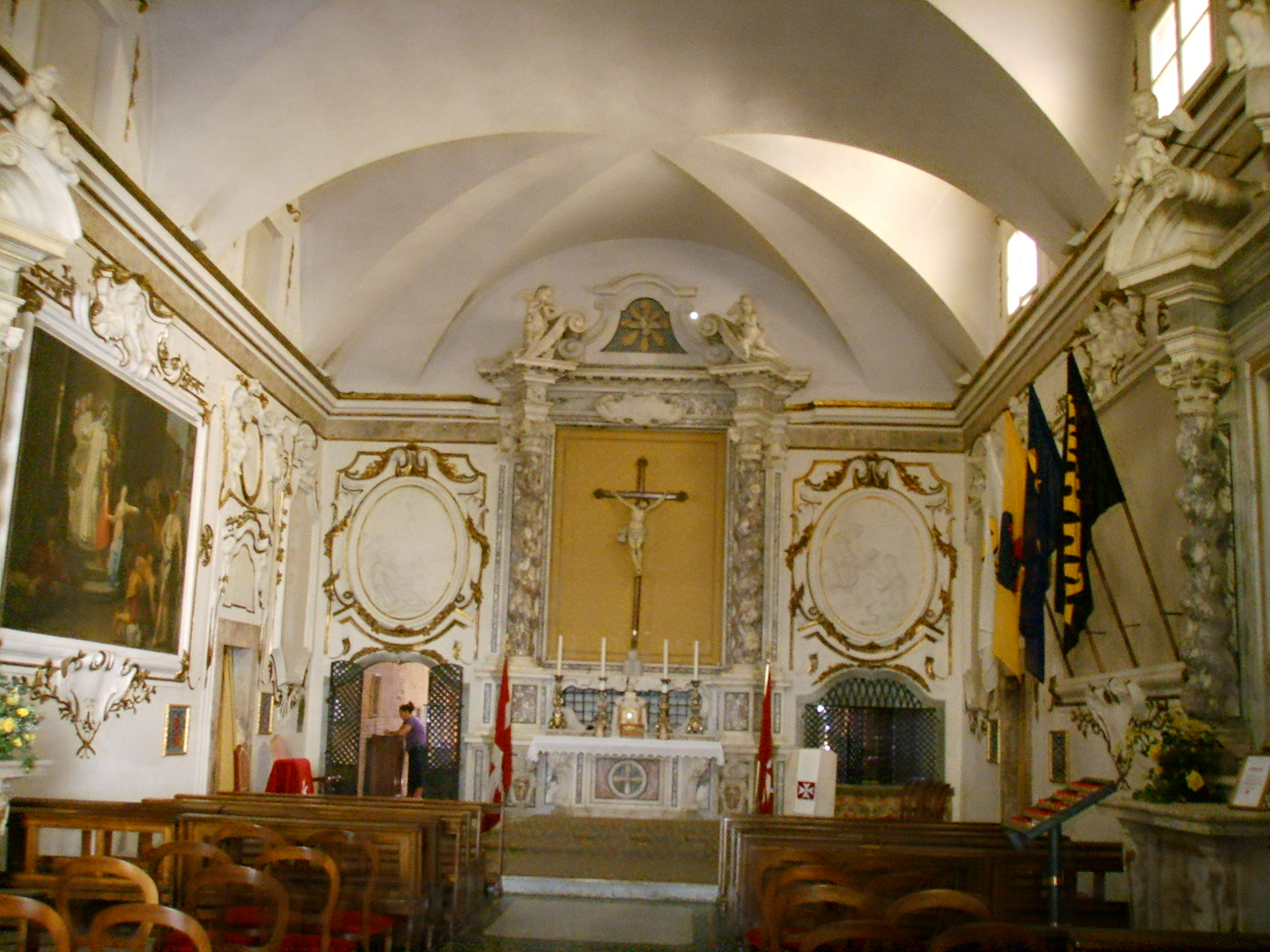
L'interno
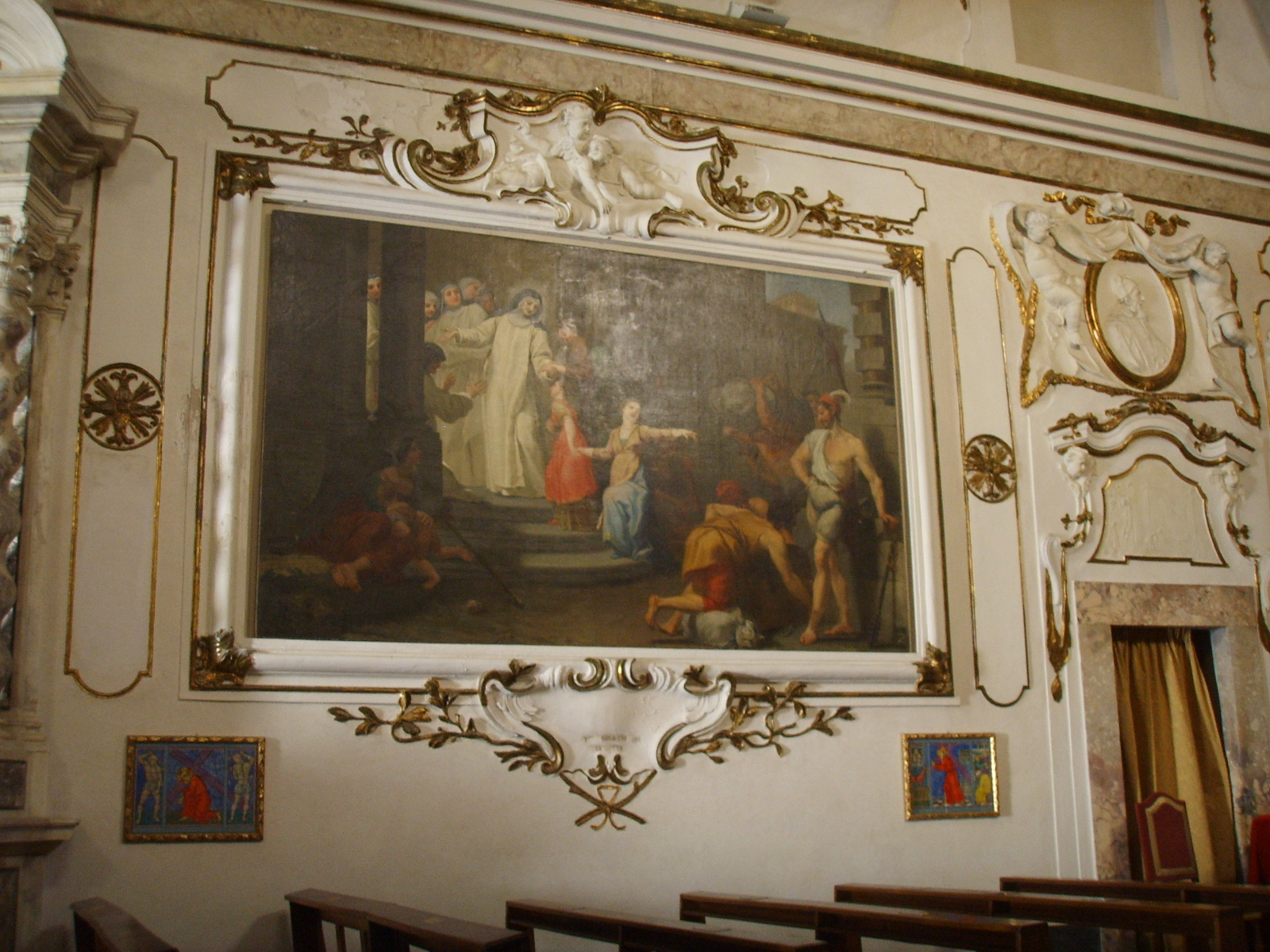
Dipinto
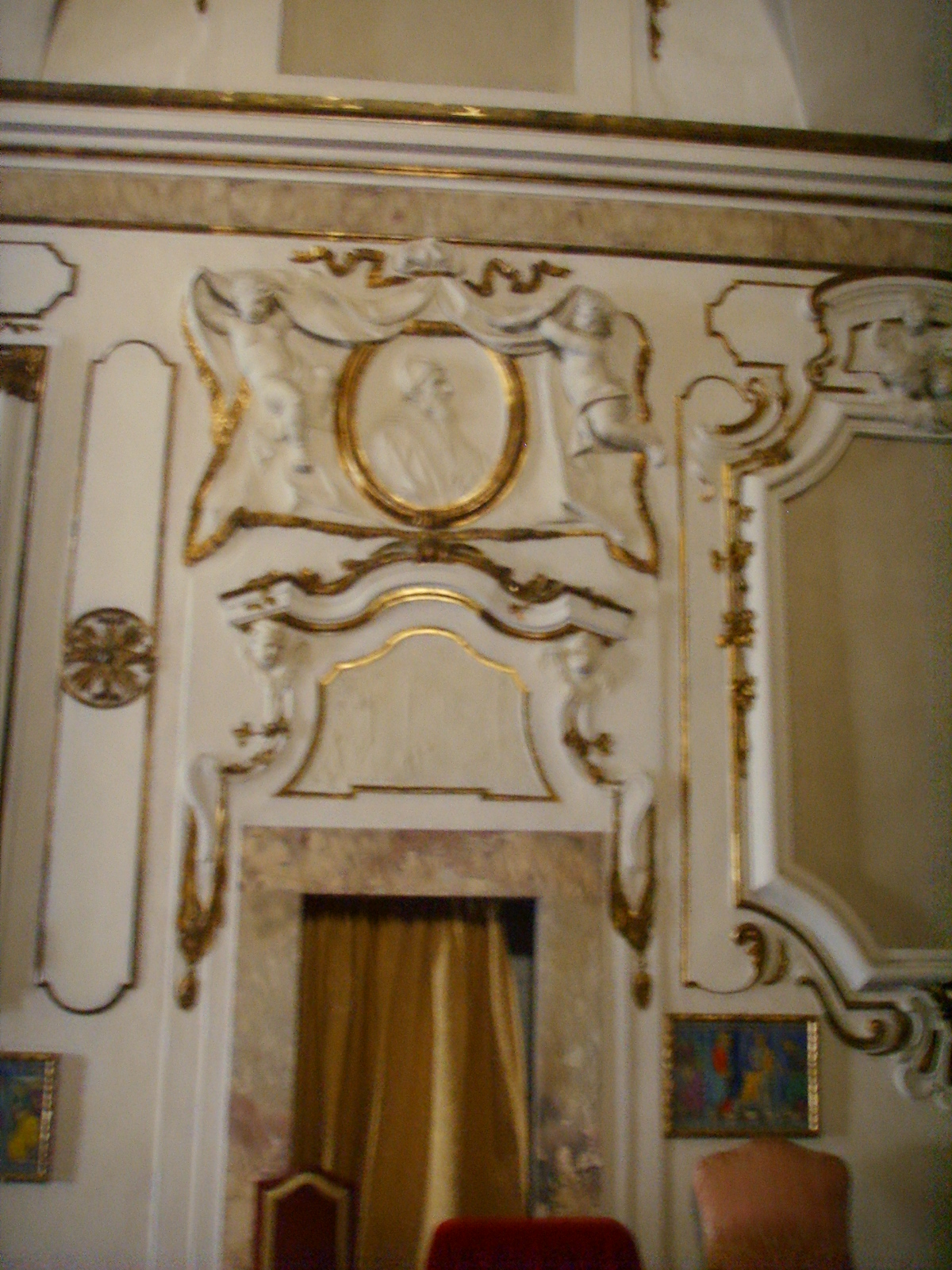
Stucchi
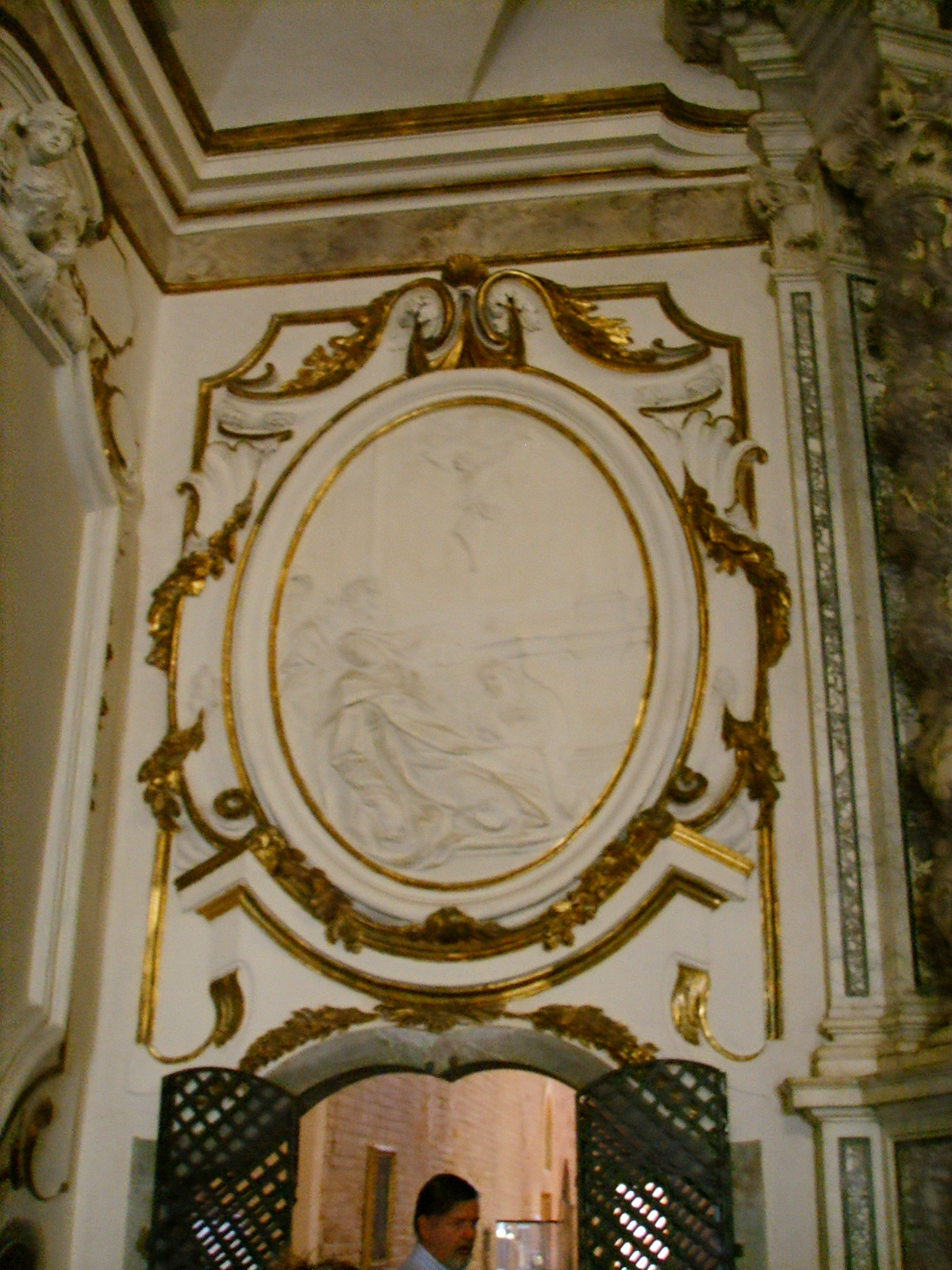
Stucchi